# 2017 CONCACAFゴールドカップ
2017 CONCACAFゴールドカップ（英: 2015 CONCACAF Gold Cup）は、2017年7月7日から7月26日にかけて行われた第14回目（前身も含めれば24回目）のCONCACAFゴールドカップである。アメリカ合衆国で開催された。アメリカ合衆国が2大会ぶり6回目の優勝を果たした。

## 出場国
| チーム                                             | 予選       | 出場回数 | 過去の成績                                      | 開幕時の FIFAランキング |
| 北米代表                                           | 北米代表   | 北米代表 | 北米代表                                        | 北米代表                |
| -------------------------------------------------- | ---------- | -------- | ----------------------------------------------- | ----------------------- |
| アメリカ合衆国                                     | 予選免除   | 14回目   | 優勝 (1991, 2002, 2005, 2007, 2013)             | 35位                    |
| メキシコ (TH)                                      | 予選免除   | 14回目   | 優勝 (1993, 1996, 1998, 2003, 2009, 2011, 2015) | 16位                    |
| カナダ                                             | 予選免除   | 13回目   | 優勝 (2000)                                     | 100位                   |
| カリブ海地域代表                                   |            |          |                                                 |                         |
| キュラソー                                         | 優勝       | 初出場   |                                                 | 68位                    |
| ジャマイカ                                         | 準優勝     | 10回目   | 準優勝(2015)                                    | 76位                    |
| フランス領ギアナ                                   | 第3位      | 初出場   |                                                 | [ 注釈 1 ]              |
| マルティニーク                                     | 第4位      | 5回目    | ベスト8(2002)                                   | [ 注釈 1 ]              |
| 中米代表                                           |            |          |                                                 |                         |
| ホンジュラス                                       | 優勝       | 13回目   | 準優勝(1991)                                    | 72位                    |
| パナマ                                             | 準優勝     | 8回目    | 準優勝(2005、2013)                              | 52位                    |
| エルサルバドル                                     | 第3位      | 10回目   | ベスト8(2002, 2003, 2011, 2013)                 | 103位                   |
| コスタリカ                                         | 第4位      | 13回目   | 準優勝(2002)                                    | 26位                    |
| 中米5位 vs カリブ海5位によるプレーオフ勝利国・地域 |            |          |                                                 |                         |
| ニカラグア                                         | プレーオフ | 2回目    | グループステージ敗退(2009)                      | 105位                   |

- 太字は、開催国による優勝を示す。

## 会場
2016年12月19日に発表された。
| アーリントン                           | クリーブランド | デンバー | フリスコ | グレンデール                                   |
| -------------------------------------- | --- | --- | --- | ---------------------------------------------- |
| AT&Tスタジアム                         | ファーストエナジー・スタジアム | スポーツオーソリティフィールド | トヨタスタジアム | ユニバーシティ・オブ・フェニックス・スタジアム |
| 収容人数: 100,000人                    | 収容人数: 67,431人 | 収容人数: 76,125人 | 収容人数: 16,000人 | 収容人数: 63,400人                             |
|                                        | | | |                                                |
| ハリソン                               | アーリントングレンデールフリスコヒューストンクリーブランドハリソンデンバーナッシュビルパサデナサンアントニオフィラデルフィアサンディエゴサンタクララタンパ2017 CONCACAFゴールドカップ (アメリカ合衆国) | アーリントングレンデールフリスコヒューストンクリーブランドハリソンデンバーナッシュビルパサデナサンアントニオフィラデルフィアサンディエゴサンタクララタンパ2017 CONCACAFゴールドカップ (アメリカ合衆国) | アーリントングレンデールフリスコヒューストンクリーブランドハリソンデンバーナッシュビルパサデナサンアントニオフィラデルフィアサンディエゴサンタクララタンパ2017 CONCACAFゴールドカップ (アメリカ合衆国) | ヒューストン                                   |
| レッドブル・アリーナ                   | アーリントングレンデールフリスコヒューストンクリーブランドハリソンデンバーナッシュビルパサデナサンアントニオフィラデルフィアサンディエゴサンタクララタンパ2017 CONCACAFゴールドカップ (アメリカ合衆国) | アーリントングレンデールフリスコヒューストンクリーブランドハリソンデンバーナッシュビルパサデナサンアントニオフィラデルフィアサンディエゴサンタクララタンパ2017 CONCACAFゴールドカップ (アメリカ合衆国) | アーリントングレンデールフリスコヒューストンクリーブランドハリソンデンバーナッシュビルパサデナサンアントニオフィラデルフィアサンディエゴサンタクララタンパ2017 CONCACAFゴールドカップ (アメリカ合衆国) | BBVAコンパス・スタジアム                       |
| 収容人数: 25,000人                     | アーリントングレンデールフリスコヒューストンクリーブランドハリソンデンバーナッシュビルパサデナサンアントニオフィラデルフィアサンディエゴサンタクララタンパ2017 CONCACAFゴールドカップ (アメリカ合衆国) | アーリントングレンデールフリスコヒューストンクリーブランドハリソンデンバーナッシュビルパサデナサンアントニオフィラデルフィアサンディエゴサンタクララタンパ2017 CONCACAFゴールドカップ (アメリカ合衆国) | アーリントングレンデールフリスコヒューストンクリーブランドハリソンデンバーナッシュビルパサデナサンアントニオフィラデルフィアサンディエゴサンタクララタンパ2017 CONCACAFゴールドカップ (アメリカ合衆国) | 収容人数: 22,000人                             |
|                                        | アーリントングレンデールフリスコヒューストンクリーブランドハリソンデンバーナッシュビルパサデナサンアントニオフィラデルフィアサンディエゴサンタクララタンパ2017 CONCACAFゴールドカップ (アメリカ合衆国) | アーリントングレンデールフリスコヒューストンクリーブランドハリソンデンバーナッシュビルパサデナサンアントニオフィラデルフィアサンディエゴサンタクララタンパ2017 CONCACAFゴールドカップ (アメリカ合衆国) | アーリントングレンデールフリスコヒューストンクリーブランドハリソンデンバーナッシュビルパサデナサンアントニオフィラデルフィアサンディエゴサンタクララタンパ2017 CONCACAFゴールドカップ (アメリカ合衆国) |                                                |
| ナッシュビル                           | アーリントングレンデールフリスコヒューストンクリーブランドハリソンデンバーナッシュビルパサデナサンアントニオフィラデルフィアサンディエゴサンタクララタンパ2017 CONCACAFゴールドカップ (アメリカ合衆国) | アーリントングレンデールフリスコヒューストンクリーブランドハリソンデンバーナッシュビルパサデナサンアントニオフィラデルフィアサンディエゴサンタクララタンパ2017 CONCACAFゴールドカップ (アメリカ合衆国) | アーリントングレンデールフリスコヒューストンクリーブランドハリソンデンバーナッシュビルパサデナサンアントニオフィラデルフィアサンディエゴサンタクララタンパ2017 CONCACAFゴールドカップ (アメリカ合衆国) | パサデナ                                       |
| ニッサン・スタジアム                   | アーリントングレンデールフリスコヒューストンクリーブランドハリソンデンバーナッシュビルパサデナサンアントニオフィラデルフィアサンディエゴサンタクララタンパ2017 CONCACAFゴールドカップ (アメリカ合衆国) | アーリントングレンデールフリスコヒューストンクリーブランドハリソンデンバーナッシュビルパサデナサンアントニオフィラデルフィアサンディエゴサンタクララタンパ2017 CONCACAFゴールドカップ (アメリカ合衆国) | アーリントングレンデールフリスコヒューストンクリーブランドハリソンデンバーナッシュビルパサデナサンアントニオフィラデルフィアサンディエゴサンタクララタンパ2017 CONCACAFゴールドカップ (アメリカ合衆国) | ローズボウル                                   |
| 収容人数: 69,000人                     | アーリントングレンデールフリスコヒューストンクリーブランドハリソンデンバーナッシュビルパサデナサンアントニオフィラデルフィアサンディエゴサンタクララタンパ2017 CONCACAFゴールドカップ (アメリカ合衆国) | アーリントングレンデールフリスコヒューストンクリーブランドハリソンデンバーナッシュビルパサデナサンアントニオフィラデルフィアサンディエゴサンタクララタンパ2017 CONCACAFゴールドカップ (アメリカ合衆国) | アーリントングレンデールフリスコヒューストンクリーブランドハリソンデンバーナッシュビルパサデナサンアントニオフィラデルフィアサンディエゴサンタクララタンパ2017 CONCACAFゴールドカップ (アメリカ合衆国) | 収容人数: 90,000人                             |
|                                        | アーリントングレンデールフリスコヒューストンクリーブランドハリソンデンバーナッシュビルパサデナサンアントニオフィラデルフィアサンディエゴサンタクララタンパ2017 CONCACAFゴールドカップ (アメリカ合衆国) | アーリントングレンデールフリスコヒューストンクリーブランドハリソンデンバーナッシュビルパサデナサンアントニオフィラデルフィアサンディエゴサンタクララタンパ2017 CONCACAFゴールドカップ (アメリカ合衆国) | アーリントングレンデールフリスコヒューストンクリーブランドハリソンデンバーナッシュビルパサデナサンアントニオフィラデルフィアサンディエゴサンタクララタンパ2017 CONCACAFゴールドカップ (アメリカ合衆国) |                                                |
| フィラデルフィア                       | サンアントニオ | サンディエゴ | サンタクララ | タンパ                                         |
| リンカーン・フィナンシャル・フィールド | アラモドーム | クアルコム・スタジアム | リーバイス・スタジアム | レイモンド・ジェームス・スタジアム             |
| 収容人数: 69,596人                     | 収容人数: 65,000人 | 収容人数: 70,561人 | 収容人数: 68,500人 | 収容人数: 65,890人                             |
|                                        | | | |                                                |

## 抽選
2016年12月19日にアメリカとメキシコはグループBとCのシード国として発表された。2017年2月14日に中米チャンピオンのホンジュラスがグループAのシード国として発表された。

## 結果
試合時間は全て開催地時間。

### グループリーグ
グループリーグは12チームを1組4チームに分け、1回戦総当り方式の全6試合で争う。結果各組上位2チームと、3位通過のうち成績の良い2チームが準々決勝に進出する。

#### グループ A
| 順 | チーム           | 試 | 勝 | 分 | 敗 | 得 | 失 | 差 | 点 |
| -- | ---------------- | -- | -- | -- | -- | -- | -- | -- | -- |
| 1  | コスタリカ       | 3  | 2  | 1  | 0  | 5  | 1  | +4 | 7  |
| 2  | カナダ           | 3  | 1  | 2  | 0  | 5  | 3  | +2 | 5  |
| 3  | ホンジュラス     | 3  | 1  | 1  | 1  | 3  | 1  | +2 | 4  |
| 4  | フランス領ギアナ | 3  | 0  | 0  | 3  | 2  | 10 | −8 | 0  |

| 2017年7月7日 19:00 |

| フランス領ギアナ              | 2 - 4    | カナダ                                                            |
| コントゥ 69分 · プリヴァ 71分 | レポート | ヤコヴィッチ 28分 · アーフィールド 45+2分 · デイヴィス 60分, 86分 |

| レッドブル・アリーナ (ハリソン) 主審: ジョン・ピッティ |

| 2017年7月7日 21:00 |

| ホンジュラス | 0 - 1    | コスタリカ      |
|              | レポート | ウレーニャ 39分 |

| レッドブル・アリーナ (ハリソン) 主審: ワルテル・ロペス・カステジャノス |

| 2017年7月11日 19:30 |

| コスタリカ  | 1 - 1    | カナダ          |
| カルボ 69分 | レポート | デイヴィス 26分 |

| BBVAコンパス・スタジアム (ヒューストン) 主審: マーク・ガイガー |

| 2017年7月11日 22:00 |

| ホンジュラス | 3 - 0    | フランス領ギアナ |
|              | レポート |                  |

| BBVAコンパス・スタジアム (ヒューストン) 主審: ヤデル・マルティネス |

| 2017年7月14日 19:30 |

| コスタリカ                                     | 3 - 0    | フランス領ギアナ |
| ロドリゲス 4分 · ウォレス 79分 · ラミレス 83分 | レポート |                  |

| トヨタスタジアム (フリスコ) 主審: セサル・アルトゥーロ・ラモス |

| 2017年7月14日 22:00 |

| カナダ | 0 - 0    | ホンジュラス |
|        | レポート |              |

| トヨタスタジアム (フリスコ) 主審: ホエル・アギラール |

#### グループ B
| 順 | チーム         | 試 | 勝 | 分 | 敗 | 得 | 失 | 差 | 点 |
| -- | -------------- | -- | -- | -- | -- | -- | -- | -- | -- |
| 1  | アメリカ合衆国 | 3  | 2  | 1  | 0  | 7  | 3  | +4 | 7  |
| 2  | パナマ         | 3  | 2  | 1  | 0  | 6  | 2  | +4 | 7  |
| 3  | マルティニーク | 3  | 1  | 0  | 2  | 4  | 6  | −2 | 3  |
| 4  | ニカラグア     | 3  | 0  | 0  | 3  | 1  | 7  | −6 | 0  |

| 2017年7月8日 16:30 |

| アメリカ合衆国  | 1 - 1    | パナマ        |
| ドワイヤー 50分 | レポート | カマルゴ 60分 |

| ニッサン・スタジアム (ナッシュビル) 観客数: 47,622人 主審: フェルナンド・ゲレロ |

| 2017年7月8日 19:00 |

| マルティニーク                  | 2 - 0    | ニカラグア |
| パルセマン 35分 · ランジル 66分 | レポート |            |

| ニッサン・スタジアム (ナッシュビル) 観客数: 47,622人 主審: キンボール・ウォード |

| 2017年7月12日 18:30 |

| パナマ                        | 2 - 1    | ニカラグア      |
| ディアス 49分 · トーレス 57分 | レポート | チャバリア 48分 |

| レイモンド・ジェームス・スタジアム (タンパ) 主審: ドリュー・フィッシャー |

| 2017年7月12日 21:00 |

| アメリカ合衆国                        | 3 - 2    | マルティニーク        |
| O.ゴンザレス 54分 · モリス 64分, 76分 | レポート | パルセマン 66分, 74分 |

| レイモンド・ジェームス・スタジアム (タンパ) 主審: エンリ・ベハラノ |

| 2017年7月15日 16:30 |

| パナマ                                            | 3 - 0    | マルティニーク |
| ムリージョ 44分 · アロージョ 60分 · トーレス 67分 | レポート |                |

| ファーストエナジー・スタジアム (クリーブランド) 主審: ロベルト・ガルシア・オロスコ |

| 2017年7月15日 19:00 |

| ニカラグア | 0 - 3    | アメリカ合衆国                          |
|            | レポート | コロナ 36分 · ロウ 56分 · ミアズガ 88分 |

| ファーストエナジー・スタジアム (クリーブランド) 主審: メルビン・マタモロス |

#### グループ C
| 順 | チーム         | 試 | 勝 | 分 | 敗 | 得 | 失 | 差 | 点 |
| -- | -------------- | -- | -- | -- | -- | -- | -- | -- | -- |
| 1  | メキシコ       | 3  | 2  | 1  | 0  | 5  | 1  | +4 | 7  |
| 2  | ジャマイカ     | 3  | 1  | 2  | 0  | 3  | 1  | +2 | 5  |
| 3  | エルサルバドル | 3  | 1  | 1  | 1  | 4  | 4  | 0  | 4  |
| 4  | キュラソー     | 3  | 0  | 0  | 3  | 0  | 6  | −6 | 0  |

| 2017年7月10日 19:00 |

| キュラソー | 0 - 2    | ジャマイカ                          |
|            | レポート | ウィリアムズ 58分 · マトックス 73分 |

| クアルコム・スタジアム (サンディエゴ) 主審: アルマンド・ビジャレアル |

| 2017年7月10日 21:00 |

| メキシコ                                       | 3 - 1    | エルサルバドル |
| マリン 8分 · E.エルナンデス 29分 · ピネダ 55分 | レポート | ボニーラ 10分  |

| クアルコム・スタジアム (サンディエゴ) 観客数: 53,133人 主審: オスカル・モンカダ |

| 2017年7月13日 20:00 |

| エルサルバドル              | 2 - 0    | キュラソー |
| マジェン 21分 · セラヤ 24分 | レポート |            |

| スポーツオーソリティフィールド (デンバー) 主審: エクトル・ロドリゲス |

| 2017年7月13日 22:00 |

| メキシコ | 0 - 0    | ジャマイカ |
|          | レポート |            |

| スポーツオーソリティフィールド (デンバー) 主審: リカルド・モンテーロ |

| 2017年7月16日 18:00 |

| ジャマイカ             | 1 - 1    | エルサルバドル  |
| マトックス 64分 (pen.) | レポート | ボニージャ 15分 |

| アラモドーム (サンアントニオ) 主審: ジェアー・マルフォ |

| 2017年7月16日 20:00 |

| キュラソー | 0 - 2    | メキシコ                            |
|            | レポート | セプルベダ 22分 · アルバレス 90+1分 |

| アラモドーム (サンアントニオ) 主審: キンボール・ウォード |

#### 各組3位チーム
| 組 | チーム         | 試 | 勝 | 分 | 敗 | 得 | 失 | 差 | 点 |
| -- | -------------- | -- | -- | -- | -- | -- | -- | -- | -- |
| A  | ホンジュラス   | 3  | 1  | 1  | 1  | 3  | 1  | +2 | 4  |
| C  | エルサルバドル | 3  | 1  | 1  | 1  | 4  | 4  | 0  | 4  |
| B  | マルティニーク | 3  | 1  | 0  | 2  | 4  | 6  | −2 | 3  |

### 決勝トーナメント

#### トーナメント表
|  | 準々決勝                   | 準々決勝           |                        |   | 準決勝 | 準決勝 |  |  | 決勝 | 決勝 |
|  |                            |                    |                        |   |        |        |  |  |      |      |
|  | 7月19日 - フィラデルフィア |                    |                        |   |        |        |  |  |      |      |
|  |                            |                    |                        |   |        |        |  |  |      |      |
|  | コスタリカ                 | 1                  |                        |   |        |        |  |  |      |      |
|  | コスタリカ                 | 1                  | 7月22日 - アーリントン |   |        |        |  |  |      |      |
|  | パナマ                     | 0                  |                        |   |        |        |  |  |      |      |
|  | パナマ                     | 0                  | コスタリカ             | 0 |        |        |  |  |      |      |
|  | 7月19日 - フィラデルフィア |                    | コスタリカ             | 0 |        |        |  |  |      |      |
|  |                            | アメリカ合衆国     | 2                      |   |        |        |  |  |      |      |
|  | アメリカ合衆国             | アメリカ合衆国     | 2                      | 2 |        |        |  |  |      |      |
|  | アメリカ合衆国             |                    | 7月26日 - サンタクララ | 2 |        |        |  |  |      |      |
|  | エルサルバドル             | 0                  |                        |   |        |        |  |  |      |      |
|  | エルサルバドル             | 0                  | アメリカ合衆国         | 2 |        |        |  |  |      |      |
|  | 7月20日 - グレンデール     |                    | アメリカ合衆国         | 2 |        |        |  |  |      |      |
|  |                            | ジャマイカ         | 1                      |   |        |        |  |  |      |      |
|  | メキシコ                   | ジャマイカ         | 1                      | 1 |        |        |  |  |      |      |
|  | メキシコ                   | 7月23日 - パサデナ |                        | 1 |        |        |  |  |      |      |
|  | ホンジュラス               | 0                  |                        |   |        |        |  |  |      |      |
|  | ホンジュラス               | 0                  | メキシコ               | 0 |        |        |  |  |      |      |
|  | 7月20日 - グレンデール     |                    | メキシコ               | 0 |        |        |  |  |      |      |
|  |                            | ジャマイカ         | 1                      |   |        |        |  |  |      |      |
|  | ジャマイカ                 | ジャマイカ         | 1                      | 2 |        |        |  |  |      |      |
|  | ジャマイカ                 |                    |                        | 2 |        |        |  |  |      |      |
|  | カナダ                     | 1                  |                        |   |        |        |  |  |      |      |
|  | カナダ                     | 1                  |                        |   |        |        |  |  |      |      |

時刻はすべて、開催地時間。

#### 準々決勝
| 2017年7月19日 18:00 |

| コスタリカ         | 1 - 0    | パナマ |
| ゴドイ 77分 (o.g.) | レポート |        |

| リンカーン・フィナンシャル・フィールド (フィラデルフィア) 主審: オスカル・モンカダ |

| 2017年7月19日 21:00 |

| アメリカ合衆国                      | 2 - 0    | エルサルバドル |
| O.ゴンザレス 41分 · リーハイ 45+2分 | レポート |                |

| リンカーン・フィナンシャル・フィールド (フィラデルフィア) 主審: ドリュー・フィッシャー |

| 2017年7月20日 19:30 |

| ジャマイカ                         | 2 - 1    | カナダ          |
| フランシス 6分 · ウィリアムズ 50分 | レポート | ホイレット 61分 |

| ユニバーシティ・オブ・フェニックス・スタジアム (グレンデール) 主審: リカルド・モンテーロ |

| 2017年7月20日 22:30 |

| メキシコ     | 1 - 0    | ホンジュラス |
| ピサーロ 4分 | レポート |              |

| ユニバーシティ・オブ・フェニックス・スタジアム (グレンデール) 主審: ワルテル・ロペス・カステジャノス |

#### 準決勝
| 2017年7月22日 22:00 |

| コスタリカ | 0 - 2    | アメリカ合衆国                        |
|            | レポート | アルティドール 72分 · デンプシー 82分 |

| AT&Tスタジアム (アーリントン) 主審: ホエル・アギラール |

| 2017年7月23日 21:00 |

| メキシコ | 0 - 1    | ジャマイカ      |
|          | レポート | ローレンス 88分 |

| ローズボウル (パサデナ) 主審: ジョン・ピッティ |

#### 決勝
| 2017年7月26日 21:30 |

| アメリカ合衆国                    | 2 - 1    | ジャマイカ    |
| アルティドール 45分 · モリス 88分 | レポート | ワトソン 50分 |

| リーバイス・スタジアム (サンタクララ) 主審: ワルテル・ロペス・カステジャノス |

## 優勝国
| 2017 CONCACAFゴールドカップ       |
| --------------------------------- |
| · アメリカ合衆国 · 2大会ぶり6回目 |

## 表彰
| 得点王                                                         | 最優秀選手             | 最優秀ゴールキーパー賞 | 最優秀若手選手           | フェアプレー賞 |
| -------------------------------------------------------------- | ---------------------- | ---------------------- | ------------------------ | -------------- |
| アルフォンソ・デイヴィス ケビン・パルセマン ジョーダン・モリス | マイケル・ブラッドリー | アンドレ・ブレイク     | アルフォンソ・デイヴィス | アメリカ合衆国 |